# Ілія-Блисково
Ілі́я-Бли́сково (болг. Илия Блъсково) — село в Шуменській області Болгарії. Входить до складу общини Шумен.

## Населення
За даними перепису населення 2011 року у селі проживали 374 особи.
Національний склад населення села:
| Національність   | Кількість осіб | Відсоток |
| ---------------- | -------------- | -------- |
| болгари          | 210            | 61,4%    |
| цигани           | 124            | 36,3%    |
| турки            | 3              | 0,9%     |
| Всього відповіли | 342            |          |

Розподіл населення за віком у 2011 році:
Динаміка населення: